# 7e étape du Tour d'Espagne 2023
Pour un article plus général, voir Tour d'Espagne 2023.
La 7e étape du Tour d'Espagne 2023 se déroule le vendredi 1er septembre 2023 entre Utiel et Oliva en Communauté valencienne sur une distance de 188,8 km.

## Parcours
Cette étape parcourt la Communauté valencienne au départ d'Utiel, commune située à l'intérieur des terres et à l'ouest de cette région. Le tracé de l'étape prend globalement la direction de l'est puis longe la Mer Méditerranée  vers le sud jusqu'à Oliva. Cette étape présente un profil descendant puis plat jusqu'à l'arrivée et ne comporte aucune difficulté répertoriée.

## Déroulement de la course
Dès le km 0, les Espagnols José Herrada (Cofidis) et Ander Okamika (Burgos-BH) partent à l'attaque et comptent rapidement deux minutes et trente secondes d'avance sur le peloton. Ensuite, cet écart se stabilise puis commence à diminuer à partir de la mi-course. Herrada est repris par le peloton à 67 km de l'arrivée tandis qu'Okamika fait de la résistance avant d'être à son tour rattrapé à 41 km du terme mettant fin à une échappée de 160 km. Deux chutes se produisent à 10 et 5 km de l'arrivée. Parti de loin, le Français Geoffrey Soupe (TotalEnergies) remporte l'étape au sprint résistant sur la ligne au retour du Vénézuélien Orluis Aular (Caja Rural-Seguros RGA).

## Résultats

### Classement de l'étape
| \| Classement de l'étape \| Classement de l'étape \| Classement de l'étape \| Classement de l'étape \| Classement de l'étape \| \| Coureur \| Coureur \| Pays \| Équipe \| Temps \| \| --------------------- \| --------------------- \| --------------------- \| ------------------------ \| --------------------- \| \| 1er \| Geoffrey Soupe \| France \| TotalEnergies \| 4 h 56 min 29 s \| \| 2e \| Orluis Aular \| Venezuela \| Caja Rural-Seguros RGA \| + 0 s \| \| 3e \| Edward Theuns \| Belgique \| Lidl-Trek \| + 0 s \| \| 4e \| Sebastián Molano \| Colombie \| UAE Team Emirates \| + 0 s \| \| 5e \| Kaden Groves \| Australie \| Alpecin-Deceuninck \| + 0 s \| \| 6e \| Marijn van den Berg \| Pays-Bas \| EF Education-EasyPost \| + 0 s \| \| 7e \| David González López \| Espagne \| Caja Rural-Seguros RGA \| + 0 s \| \| 8e \| Hugo Page \| France \| Intermarché-Circus-Wanty \| + 0 s \| \| 9e \| Filippo Ganna \| Italie \| Ineos Grenadiers \| + 0 s \| \| 10e \| Matevž Govekar \| Slovénie \| Bahrain Victorious \| + 0 s \| |                      |           |                          |                 |
| |                      |           |                          |                 |
| Source : ProCyclingStats |                      |           |                          |                 |
| Classement de l'étape |                      |           |                          |                 |
| Coureur | Coureur              | Pays      | Équipe                   | Temps           |
| 1er | Geoffrey Soupe       | France    | TotalEnergies            | 4 h 56 min 29 s |
| 2e | Orluis Aular         | Venezuela | Caja Rural-Seguros RGA   | + 0 s           |
| 3e | Edward Theuns        | Belgique  | Lidl-Trek                | + 0 s           |
| 4e | Sebastián Molano     | Colombie  | UAE Team Emirates        | + 0 s           |
| 5e | Kaden Groves         | Australie | Alpecin-Deceuninck       | + 0 s           |
| 6e | Marijn van den Berg  | Pays-Bas  | EF Education-EasyPost    | + 0 s           |
| 7e | David González López | Espagne   | Caja Rural-Seguros RGA   | + 0 s           |
| 8e | Hugo Page            | France    | Intermarché-Circus-Wanty | + 0 s           |
| 9e | Filippo Ganna        | Italie    | Ineos Grenadiers         | + 0 s           |
| 10e | Matevž Govekar       | Slovénie  | Bahrain Victorious       | + 0 s           |

### Points attribués pour le classement par points
| Sprint intermédiaire Cullera (km 166,8) | Sprint intermédiaire Cullera (km 166,8) | Sprint intermédiaire Cullera (km 166,8) | Sprint intermédiaire Cullera (km 166,8) | Sprint intermédiaire Cullera (km 166,8) |
| --------------------------------------- | --------------------------------------- | --------------------------------------- | --------------------------------------- | --------------------------------------- |
|                                         | Coureur                                 | Pays                                    | Équipe                                  | Point(s)                                |
| 1er                                     | Kaden Groves                            | Australie                               | Alpecin-Deceuninck                      | 20                                      |
| 2e                                      | Marijn van den Berg                     | Pays-Bas                                | EF Education-EasyPost                   | 17                                      |
| 3e                                      | Jonas Vingegaard                        | Danemark                                | Jumbo-Visma                             | 15                                      |
| 4e                                      | Finn Fisher-Black                       | Nouvelle-Zélande                        | UAE Emirates                            | 13                                      |
| 5e                                      | Edward Planckaert                       | Belgique                                | Alpecin-Deceuninck                      | 10                                      |
| modifier                                |                                         |                                         |                                         |                                         |

| Arrivée d'étape Oliva (km 200,8) | Arrivée d'étape Oliva (km 200,8) | Arrivée d'étape Oliva (km 200,8) | Arrivée d'étape Oliva (km 200,8) | Arrivée d'étape Oliva (km 200,8) |
| -------------------------------- | -------------------------------- | -------------------------------- | -------------------------------- | -------------------------------- |
|                                  | Coureur                          | Pays                             | Équipe                           | Point(s)                         |
| 1er                              | Geoffrey Soupe                   | France                           | TotalEnergies                    | 50                               |
| 2e                               | Orluis Aular                     | Venezuela                        | Caja Rural-Seguros RGA           | 30                               |
| 3e                               | Edward Theuns                    | Belgique                         | Lidl-Trek                        | 20                               |
| 4e                               | Sebastián Molano                 | Colombie                         | UAE Emirates                     | 18                               |
| 5e                               | Kaden Groves                     | Australie                        | Alpecin-Deceuninck               | 16                               |
| 6e                               | Marijn van den Berg              | Pays-Bas                         | EF Education-EasyPost            | 14                               |
| 7e                               | David González López             | Espagne                          | Caja Rural-Seguros RGA           | 12                               |
| 8e                               | Hugo Page                        | France                           | Intermarché-Circus-Wanty         | 10                               |
| 9e                               | Filippo Ganna                    | Italie                           | Ineos Grenadiers                 | 8                                |
| 10e                              | Matevž Govekar                   | Slovénie                         | Bahrain Victorious               | 7                                |
| 11e                              | Davide Cimolai                   | Italie                           | Cofidis                          | 6                                |
| 12e                              | Matteo Sobrero                   | Italie                           | Jayco AlUla                      | 5                                |
| 13e                              | Andrea Vendrame                  | Italie                           | AG2R Citroën                     | 4                                |
| 14e                              | Iván García Cortina              | Espagne                          | Movistar                         | 3                                |
| 15e                              | Milan Menten                     | Belgique                         | Lotto Dstny                      | 2                                |
| modifier                         |                                  |                                  |                                  |                                  |

### Bonifications
|   | Coureur             | Pays      | Équipe                | Secondes |
| - | ------------------- | --------- | --------------------- | -------- |
| 1 | Kaden Groves        | Australie | Alpecin-Deceuninck    | 6 s      |
| 2 | Marijn van den Berg | Pays-Bas  | EF Education-EasyPost | 4 s      |
| 3 | Jonas Vingegaard    | Danemark  | Jumbo-Visma           | 2 s      |

|   | Coureur        | Pays      | Équipe                 | Secondes |
| - | -------------- | --------- | ---------------------- | -------- |
| 1 | Geoffrey Soupe | France    | TotalEnergies          | 10 s     |
| 2 | Orluis Aular   | Venezuela | Caja Rural-Seguros RGA | 6 s      |
| 3 | Edward Theuns  | Belgique  | Lidl-Trek              | 4 s      |

### Prix de la combativité
- Ander Okamika (Burgos-BH)

## Classements à l'issue de l'étape

### Classement général
| \| Classement général \| Classement général \| Classement général \| Classement général \| Classement général \| \| Coureur \| Coureur \| Pays \| Équipe \| Temps \| \| ------------------ \| ------------------ \| ------------------ \| ---------------------- \| ------------------ \| \| 1er \| Lenny Martinez \| France \| Groupama-FDJ \| 26 h 37 min 04 s \| \| 2e \| Sepp Kuss \| États-Unis \| Jumbo-Visma \| + 8 s \| \| 3e \| Marc Soler \| Espagne \| UAE Team Emirates \| + 51 s \| \| 4e \| Wout Poels \| Pays-Bas \| Bahrain Victorious \| + 1 min 41 s \| \| 5e \| Steff Cras \| Belgique \| TotalEnergies \| + 1 min 48 s \| \| 6e \| Mikel Landa \| Espagne \| Bahrain Victorious \| + 1 min 58 s \| \| 7e \| David de la Cruz \| Espagne \| Astana Qazaqstan Team \| + 2 min 23 s \| \| 8e \| Jefferson Cepeda \| Équateur \| Caja Rural-Seguros RGA \| + 2 min 30 s \| \| 9e \| Remco Evenepoel \| Belgique \| Soudal Quick-Step \| + 2 min 47 s \| \| 10e \| Jonas Vingegaard \| Danemark \| Jumbo-Visma \| + 2 min 50 s \| |                  |            |                        |                  |
| |                  |            |                        |                  |
| Source : ProCyclingStats |                  |            |                        |                  |
| Classement général |                  |            |                        |                  |
| Coureur | Coureur          | Pays       | Équipe                 | Temps            |
| 1er | Lenny Martinez   | France     | Groupama-FDJ           | 26 h 37 min 04 s |
| 2e | Sepp Kuss        | États-Unis | Jumbo-Visma            | + 8 s            |
| 3e | Marc Soler       | Espagne    | UAE Team Emirates      | + 51 s           |
| 4e | Wout Poels       | Pays-Bas   | Bahrain Victorious     | + 1 min 41 s     |
| 5e | Steff Cras       | Belgique   | TotalEnergies          | + 1 min 48 s     |
| 6e | Mikel Landa      | Espagne    | Bahrain Victorious     | + 1 min 58 s     |
| 7e | David de la Cruz | Espagne    | Astana Qazaqstan Team  | + 2 min 23 s     |
| 8e | Jefferson Cepeda | Équateur   | Caja Rural-Seguros RGA | + 2 min 30 s     |
| 9e | Remco Evenepoel  | Belgique   | Soudal Quick-Step      | + 2 min 47 s     |
| 10e | Jonas Vingegaard | Danemark   | Jumbo-Visma            | + 2 min 50 s     |

| Classement par points | Classement par points | Classement par points | Classement par points  | Classement par points |
| Coureur               | Coureur               | Pays                  | Équipe                 | Points                |
| --------------------- | --------------------- | --------------------- | ---------------------- | --------------------- |
| 1er                   | Kaden Groves          | Australie             | Alpecin-Deceuninck     | 158 pts               |
| 2e                    | Andrea Vendrame       | Italie                | AG2R Citroën Team      | 66 pts                |
| 3e                    | Geoffrey Soupe        | France                | TotalEnergies          | 61 pts                |
| 4e                    | Marijn van den Berg   | Pays-Bas              | EF Education-EasyPost  | 57 pts                |
| 5e                    | Edward Theuns         | Belgique              | Lidl-Trek              | 55 pts                |
| 6e                    | Marc Soler            | Espagne               | UAE Team Emirates      | 52 pts                |
| 7e                    | Sebastián Molano      | Colombie              | UAE Team Emirates      | 48 pts                |
| 8e                    | Orluis Aular          | Venezuela             | Caja Rural-Seguros RGA | 47 pts                |
| 9e                    | Remco Evenepoel       | Belgique              | Soudal Quick-Step      | 45 pts                |
| 10e                   | Andreas Kron          | Danemark              | Lotto Dstny            | 45 pts                |

| Classement par points | Classement par points | Classement par points | Classement par points  | Classement par points |
| Coureur               | Coureur               | Pays                  | Équipe                 | Points                |
| --------------------- | --------------------- | --------------------- | ---------------------- | --------------------- |
| 1er                   | Kaden Groves          | Australie             | Alpecin-Deceuninck     | 158 pts               |
| 2e                    | Andrea Vendrame       | Italie                | AG2R Citroën Team      | 66 pts                |
| 3e                    | Geoffrey Soupe        | France                | TotalEnergies          | 61 pts                |
| 4e                    | Marijn van den Berg   | Pays-Bas              | EF Education-EasyPost  | 57 pts                |
| 5e                    | Edward Theuns         | Belgique              | Lidl-Trek              | 55 pts                |
| 6e                    | Marc Soler            | Espagne               | UAE Team Emirates      | 52 pts                |
| 7e                    | Sebastián Molano      | Colombie              | UAE Team Emirates      | 48 pts                |
| 8e                    | Orluis Aular          | Venezuela             | Caja Rural-Seguros RGA | 47 pts                |
| 9e                    | Remco Evenepoel       | Belgique              | Soudal Quick-Step      | 45 pts                |
| 10e                   | Andreas Kron          | Danemark              | Lotto Dstny            | 45 pts                |

| Classement de la montagne | Classement de la montagne | Classement de la montagne | Classement de la montagne | Classement de la montagne |
| Coureur                   | Coureur                   | Pays                      | Équipe                    | Points                    |
| ------------------------- | ------------------------- | ------------------------- | ------------------------- | ------------------------- |
| 1er                       | Eduardo Sepúlveda         | Argentine                 | Lotto Dstny               | 21 pts                    |
| 2e                        | Sepp Kuss                 | États-Unis                | Jumbo-Visma               | 10 pts                    |
| 3e                        | Remco Evenepoel           | Belgique                  | Soudal Quick-Step         | 10 pts                    |
| 4e                        | Matteo Sobrero            | Italie                    | Team Jayco AlUla          | 6 pts                     |
| 5e                        | Javier Romo               | Espagne                   | Astana Qazaqstan Team     | 6 pts                     |
| 6e                        | Lenny Martinez            | France                    | Groupama-FDJ              | 6 pts                     |
| 7e                        | Jonas Vingegaard          | Danemark                  | Jumbo-Visma               | 6 pts                     |
| 8e                        | Damiano Caruso            | Italie                    | Bahrain Victorious        | 6 pts                     |
| 9e                        | Marc Soler                | Espagne                   | UAE Team Emirates         | 5 pts                     |
| 10e                       | Jesús Herrada             | Espagne                   | Cofidis                   | 4 pts                     |

| Classement de la montagne | Classement de la montagne | Classement de la montagne | Classement de la montagne | Classement de la montagne |
| Coureur                   | Coureur                   | Pays                      | Équipe                    | Points                    |
| ------------------------- | ------------------------- | ------------------------- | ------------------------- | ------------------------- |
| 1er                       | Eduardo Sepúlveda         | Argentine                 | Lotto Dstny               | 21 pts                    |
| 2e                        | Sepp Kuss                 | États-Unis                | Jumbo-Visma               | 10 pts                    |
| 3e                        | Remco Evenepoel           | Belgique                  | Soudal Quick-Step         | 10 pts                    |
| 4e                        | Matteo Sobrero            | Italie                    | Team Jayco AlUla          | 6 pts                     |
| 5e                        | Javier Romo               | Espagne                   | Astana Qazaqstan Team     | 6 pts                     |
| 6e                        | Lenny Martinez            | France                    | Groupama-FDJ              | 6 pts                     |
| 7e                        | Jonas Vingegaard          | Danemark                  | Jumbo-Visma               | 6 pts                     |
| 8e                        | Damiano Caruso            | Italie                    | Bahrain Victorious        | 6 pts                     |
| 9e                        | Marc Soler                | Espagne                   | UAE Team Emirates         | 5 pts                     |
| 10e                       | Jesús Herrada             | Espagne                   | Cofidis                   | 4 pts                     |

| Classement du meilleur jeune | Classement du meilleur jeune | Classement du meilleur jeune | Classement du meilleur jeune | Classement du meilleur jeune |
| Coureur                      | Coureur                      | Pays                         | Équipe                       | Temps                        |
| ---------------------------- | ---------------------------- | ---------------------------- | ---------------------------- | ---------------------------- |
| 1er                          | Lenny Martinez               | France                       | Groupama-FDJ                 | 26 h 37 min 04 s             |
| 2e                           | Remco Evenepoel              | Belgique                     | Soudal Quick-Step            | + 2 min 47 s                 |
| 3e                           | Juan Ayuso                   | Espagne                      | UAE Team Emirates            | + 3 min 06 s                 |
| 4e                           | Cian Uijtdebroeks            | Belgique                     | Bora-Hansgrohe               | + 3 min 08 s                 |
| 5e                           | João Almeida                 | Portugal                     | UAE Team Emirates            | + 3 min 17 s                 |
| 6e                           | Einer Rubio                  | Colombie                     | Movistar Team                | + 3 min 22 s                 |
| 7e                           | Santiago Buitrago            | Colombie                     | Bahrain Victorious           | + 3 min 58 s                 |
| 8e                           | Attila Valter                | Hongrie                      | Jumbo-Visma                  | + 6 min 24 s                 |
| 9e                           | Sean Quinn                   | États-Unis                   | EF Education-EasyPost        | + 14 min 00 s                |
| 10e                          | Max Poole                    | Royaume-Uni                  | Team DSM-Firmenich           | + 14 min 51 s                |

| Classement du meilleur jeune | Classement du meilleur jeune | Classement du meilleur jeune | Classement du meilleur jeune | Classement du meilleur jeune |
| Coureur                      | Coureur                      | Pays                         | Équipe                       | Temps                        |
| ---------------------------- | ---------------------------- | ---------------------------- | ---------------------------- | ---------------------------- |
| 1er                          | Lenny Martinez               | France                       | Groupama-FDJ                 | 26 h 37 min 04 s             |
| 2e                           | Remco Evenepoel              | Belgique                     | Soudal Quick-Step            | + 2 min 47 s                 |
| 3e                           | Juan Ayuso                   | Espagne                      | UAE Team Emirates            | + 3 min 06 s                 |
| 4e                           | Cian Uijtdebroeks            | Belgique                     | Bora-Hansgrohe               | + 3 min 08 s                 |
| 5e                           | João Almeida                 | Portugal                     | UAE Team Emirates            | + 3 min 17 s                 |
| 6e                           | Einer Rubio                  | Colombie                     | Movistar Team                | + 3 min 22 s                 |
| 7e                           | Santiago Buitrago            | Colombie                     | Bahrain Victorious           | + 3 min 58 s                 |
| 8e                           | Attila Valter                | Hongrie                      | Jumbo-Visma                  | + 6 min 24 s                 |
| 9e                           | Sean Quinn                   | États-Unis                   | EF Education-EasyPost        | + 14 min 00 s                |
| 10e                          | Max Poole                    | Royaume-Uni                  | Team DSM-Firmenich           | + 14 min 51 s                |

| Classement par équipes | Classement par équipes | Classement par équipes | Classement par équipes |
| Équipe                 | Équipe                 | Pays                   | Temps                  |
| ---------------------- | ---------------------- | ---------------------- | ---------------------- |
| 1re                    | Bahrain Victorious     | Bahreïn                | 79 h 21 min 07 s       |
| 2e                     | Jumbo-Visma            | Pays-Bas               | + 3 s                  |
| 3e                     | UAE Team Emirates      | Émirats arabes unis    | + 1 min 15 s           |
| 4e                     | Bora-Hansgrohe         | Allemagne              | + 4 min 04 s           |
| 5e                     | Ineos Grenadiers       | Royaume-Uni            | + 10 min 15 s          |
| 6e                     | Movistar Team          | Espagne                | + 15 min 35 s          |
| 7e                     | Soudal Quick-Step      | Belgique               | + 23 min 34 s          |
| 8e                     | Caja Rural-Seguros RGA | Espagne                | + 25 min 47 s          |
| 9e                     | EF Education-EasyPost  | États-Unis             | + 26 min 22 s          |
| 10e                    | Groupama-FDJ           | France                 | + 31 min 30 s          |

| Classement par équipes | Classement par équipes | Classement par équipes | Classement par équipes |
| Équipe                 | Équipe                 | Pays                   | Temps                  |
| ---------------------- | ---------------------- | ---------------------- | ---------------------- |
| 1re                    | Bahrain Victorious     | Bahreïn                | 79 h 21 min 07 s       |
| 2e                     | Jumbo-Visma            | Pays-Bas               | + 3 s                  |
| 3e                     | UAE Team Emirates      | Émirats arabes unis    | + 1 min 15 s           |
| 4e                     | Bora-Hansgrohe         | Allemagne              | + 4 min 04 s           |
| 5e                     | Ineos Grenadiers       | Royaume-Uni            | + 10 min 15 s          |
| 6e                     | Movistar Team          | Espagne                | + 15 min 35 s          |
| 7e                     | Soudal Quick-Step      | Belgique               | + 23 min 34 s          |
| 8e                     | Caja Rural-Seguros RGA | Espagne                | + 25 min 47 s          |
| 9e                     | EF Education-EasyPost  | États-Unis             | + 26 min 22 s          |
| 10e                    | Groupama-FDJ           | France                 | + 31 min 30 s          |

## Abandons
- Thymen Arensman (Ineos Grenadiers) : abandon